# Relations entre le Malawi et l'Union européenne
Les relations entre le Malawi et l’Union européenne reposent sur l’aide au développement fourni par l’Union au Malawi. Cette aide prend la forme d'un soutien budgétaire, d'une aide à l'agriculture et à la sécurité alimentaire, ainsi qu'une aide au développement des infrastructures régionales.

## Sources

## Compléments